# Avicularia versicolor
A Avicularia versicolor é uma espécie de Tarântula. Originária das Ilhas do Caribe. Tem várias colorações, azul, vermelho, rosa, roxo e verde, que a torna de fácil identificação.

## Comportamento
É muito rápida e dócil, diferente das outras tarântulas, elas não conseguem lançar seus pelos urticantes. Todas essas características leva a ser uma Tarântula muito apreciada por criadores.

## Tempo de Vida
As fêmeas podem chegar a viver até 30 anos, os machos vivem em média 5 anos.

## Tamanho
Considerando o comprimento das pernas, em média 15 centímetros.

## Alimentação
Podem comer roedores, lagartos, sapos e também tem comportamento canibalístico.

## Habitat
Essa Tarântula gosta de viver em árvores, em ambiêntes com temperatura de 24-28 °C e umidade 80-85%. Como são arborícolas necessitam de um viveiro alto e com bastantes troncos e ramos para que se sinta no seu habitat.

## Galeria

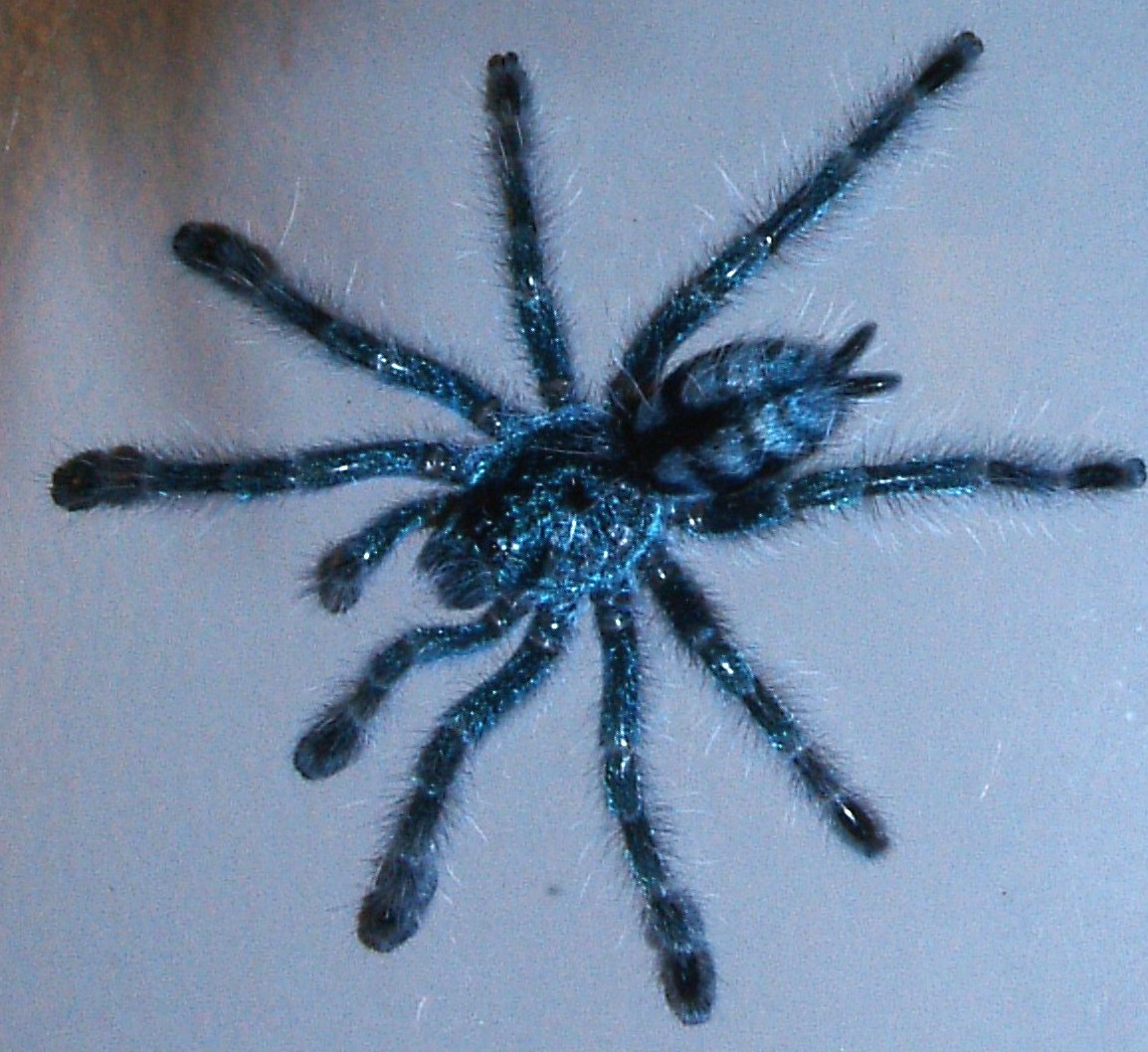
4 meses
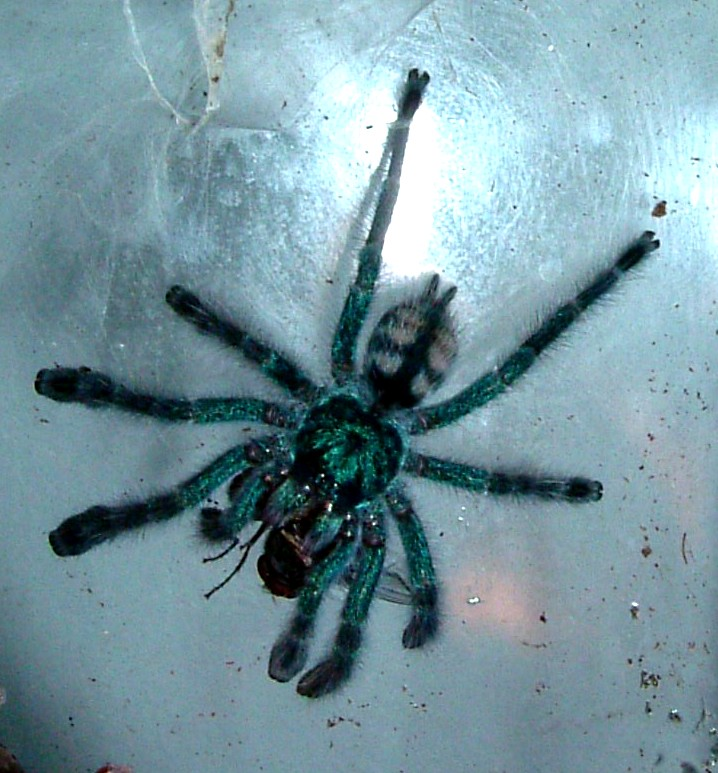
8 meses
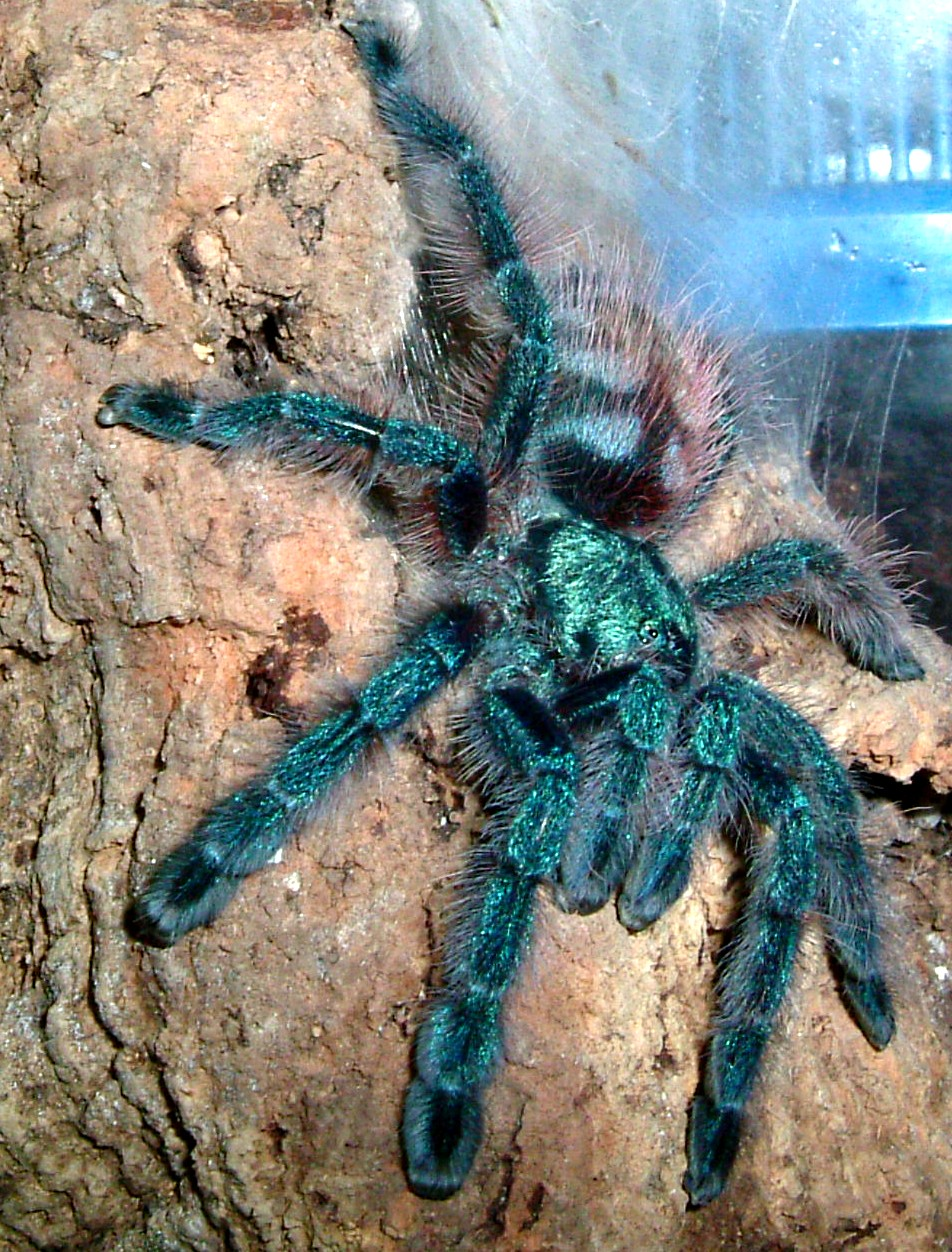
Fêmea com 10 meses
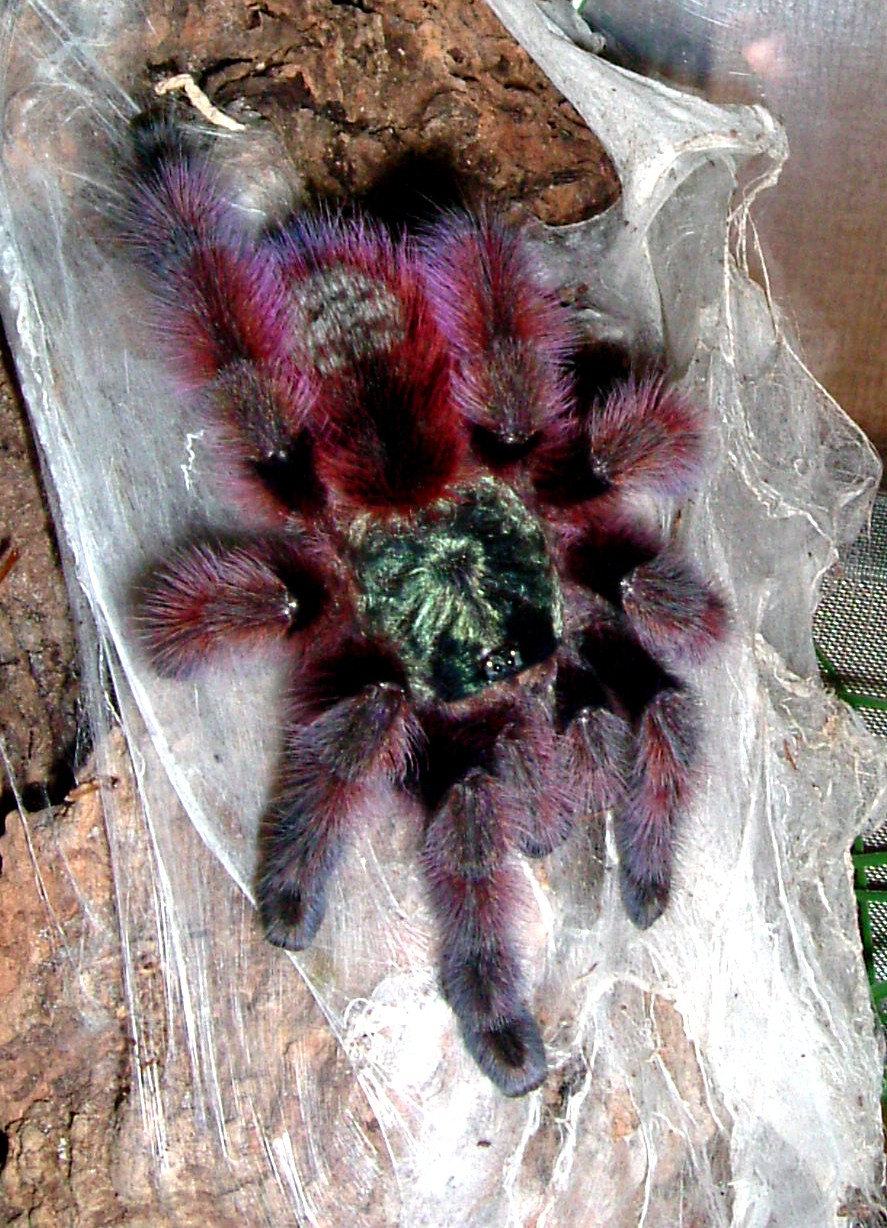
Fêmea com 16 meses
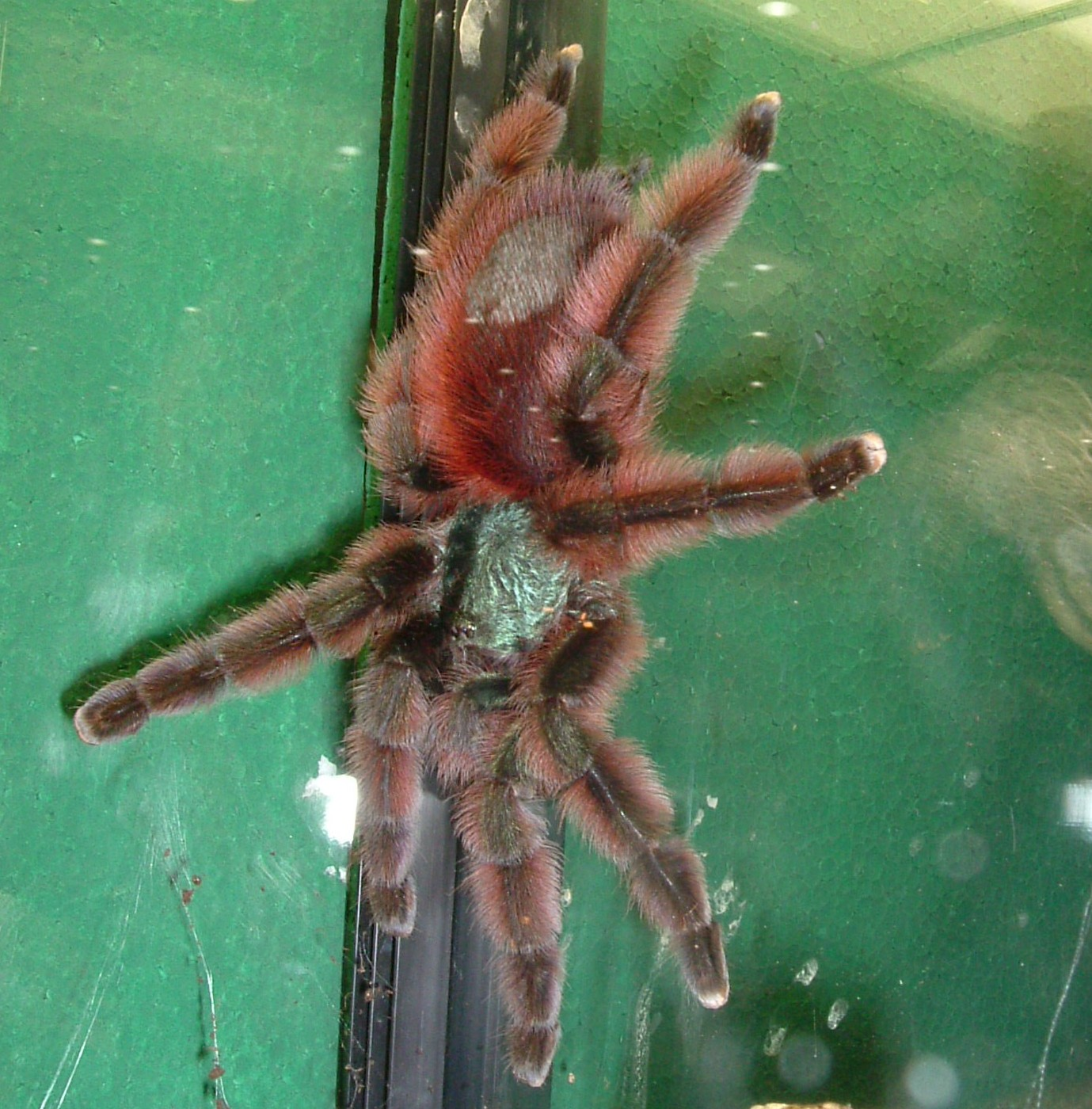
Fêmea Adulta